# تتسویا آسانو
تتسویا آسانو (به انگلیسی: Tetsuya Asano) بازیکن فوتبال اهل ژاپن و عضو تیم ملی فوتبال ژاپن است که در تاریخ ۰۲ ژوئن ۱۹۹۱ میلادی اولین بازی ملی‌اش را انجام داد. او در ۸ بازی ملی حضور داشت و آخرین بازی ملی خود را در تاریخ ۱۴ ژوئیه ۱۹۹۴ میلادی انجام داد. تتسویا آسانو در بازی‌های ملی‌اش
۱ گل به ثمر رساند.